# Wayne, New Jersey
Wayne är en kommun (township) i Passaic County i den amerikanska delstaten New Jersey. Wayne tillhör den västra delen av New Yorks storstadsregion och är säte för William Paterson University.

## Orter och områden
Kommunen Township of Wayne, New Jersey innehåller följande distinkta orter och geografiska områden som alla helt eller delvis administreras som del av kommunen; Barbours Mills, Barbours Pond, Lower Preakness, Mountain View, Packanack Lake, Pines Lake, Point View, Pompton Falls, Preakness och Two Bridges.

## Kända personer från Wayne
- Robert A. Roe, politiker